# Tavernanova
Tavernanova è un gruppo musicale italiano di world music e musica d'autore, formatosi nel 1990 a Corato, in Puglia.

## Storia del gruppo
L'esordio è spiccatamente etnico, con una ricerca testuale caratterizzata dalla raccolta delle tradizioni popolari del sud Italia e dall'uso del dialetto pugliese coratino.
Nell'agosto del 1993 il gruppo incide a Matera il primo disco dal titolo Taverna Nova, pubblicato dalla casa discografica Compagnia Nuove Indye, che riscuote un notevole successo di critica per il calibrato ed elegante connubio fra le antiche tradizioni popolari dei testi e la modernità ed il respiro multiculturale delle musiche.
L'incontro con la CNI segna la loro crescita artistica, che culmina nel 1996 con la produzione del disco Matengue, che porterà il gruppo all'attenzione del pubblico nazionale e internazionale, grazie anche ad una serie di concerti in prestigiosi festival italiani.
Gli anni tra il 1995 e il 1997 vedono la pubblicazione di diverse raccolte a diffusione nazionale e di grande tiratura. Fra tutte spicca la compilation Canti Sudati, curata e pubblicata dal quotidiano Il manifesto, che permette la diffusione della loro musica a livello nazionale, grazie al brano Sciette e Bum!.
Nel 1997 i critici di Radio DeeJay, MTV e Musica! de La Repubblica candidano i Tavernanova al Premio Italiano della Musica, dove si classificano al 2º posto nella categoria della musica di "Frontiera".
Nel 2000 il gruppo viene citato in The Rough Guide to World Music - Volume 1, tra i protagonisti della scena musicale etnica europea e mediterranea.
Nel 2001 la regista francese Catherine Breillat sceglie il brano Vene Carnevale come colonna sonora del suo film A mia sorella!, nonché sua sigla finale. Il film vince alcuni premi al Festival internazionale del cinema di Berlino all'International Film Festival Rotterdam e al Chicago International Film Festival.
Dopo un periodo di pausa, nella seconda metà degli anni duemila, i Tavernanova tornano in attività con una nuova formazione, che oltre al pianista Rino Mazzilli, al chitarrista Aldo De Palma e al percussionista Cesare Pastanella, vede l'inserimento del cantante Lorenzo Amoruso e del contrabbassista Francesco Cinquepalmi. Il gruppo svolge una serie di concerti per approdare nel 2012 alla pubblicazione dell'album Il sorpasso (Digressione Music), con la conferma delle tipiche sonorità acustiche, gli arrangiamenti ricercati e l'inserimento di una novità, i testi in italiano, che portano i Tavernanova sulla scena della canzone d'autore italiana. Nello stesso anno il gruppo produce due videoclip realizzati dal regista Alessandro Trapani, Il sorpasso e Stufa di me, entrambi estratti dall'ultimo disco pubblicato.
Nell'estate del 2020 i Tavernanova ritornano alle sonorità originarie. A trent'anni dall'esordio vengono pubblicati sulle piattaforme digitali i primi due album Taverna Nova e Matengue e l'etichetta Angapp Music pubblica il singolo Terra di Sud, in una versione originale prodotta nel 1997 e rimasta inedita.
Nella primavera del 2023 la formazione pugliese decide di festeggiare il trentennale della registrazione del primo album, lavorando su un brano inedito e riunendosi nella formazione originaria. Nasce così Tredici lune, singolo che viene affidato alla produzione musicale del percussionista Cesare Pastanella e pubblicato in digitale dall'etichetta Angapp Music il 27 dicembre 2023, nel giorno del tredicesimo plenilunio dell'anno. Un fenomeno che non si verifica annualmente, a cui nel tempo sono state attribuite qualità speciali, quelle di apparizioni miracolose, di arcani presagi, di forti cambiamenti. Un brano dalle atmosfere evocative e misteriose, che esplora nuovi punti di contatto tra il dialetto pugliese e l’italiano. Un omaggio alla terra dei Tavernanova, le Murge, modellata dalle mani invisibili dell’acqua.
Nel 2024 il gruppo prosegue l'attività con la lavorazione di un nuovo brano, La voce dell'acqua, la cui produzione musicale viene curata anche questa volta dal batterista e percussionista Cesare Pastanella e da Angapp Music, che rilascia il singolo in versione digitale in data 30 dicembre, per celebrare i trent'anni dalla pubblicazione del primo album Taverna Nova. Il testo, scritto in dialetto coratino e in italiano, racconta in modo evocativo e lirico lo scorrere sotterraneo dell'acqua che modella il paesaggio della Puglia. Scava, alliscia e ricama il territorio carsico, creando grotte, doline e lame, scolpendo la pietra bianca che illumina i muretti a secco, le cattedrali, le masserie ed i trulli, trovando pace sempre più nella profondità del sottosuolo. La musica è sinuosa, ricca di trame fluide ed avvolgenti tessute da suoni di piano elettrico, sintetizzatori, chitarre e percussioni. Come un fiume carsico, la canzone scorre tra sonorità liquide e atmosfere senza tempo, in cui sembrano riecheggiare il passo lento dei pastori e quello furtivo dei briganti.

## Formazioni

### 1990-1995
- Luigi Di Zanni: voce
- Francesco Quatela: voce
- Rosita Ranaldo: voce
- Rino Mazzilli: pianoforte, synth
- Aldo De Palma: chitarra classica
- Pierluigi Balducci: basso elettrico
- Mario Arbore: batteria
- Cesare Pastanella: percussioni

### 1995-1996
- Luigi Di Zanni: voce
- Rosita Ranaldo: voce
- Rino Mazzilli: fisarmonica, synth, programmazione
- Aldo De Palma: chitarra Paradis
- Pierluigi Balducci: basso elettrico
- Cesare Pastanella: batteria, percussioni
- Francesco Quatela: testi

### 1996-1997
- Luigi Di Zanni: voce
- Rino Mazzilli: fisarmonica, synth, programmazione, testi
- Aldo De Palma: chitarra Paradis
- Pierluigi Balducci: basso elettrico
- Cesare Pastanella: batteria, percussioni

### 2005-2011
- Luigi Di Zanni: voce
- Rino Mazzilli: pianoforte
- Aldo De Palma: chitarra Paradis, chitarra acustica
- Pierluigi Balducci: contrabbasso
- Cesare Pastanella: percussioni

### 2011-2015
- Lorenzo Amoruso: voce
- Rino Mazzilli: pianoforte
- Aldo De Palma: chitarra Paradis, chitarra classica, chitarra acustica
- Francesco Cinquepalmi: contrabbasso
- Cesare Pastanella: percussioni, voce

### 2023 - 2025
- Luigi Di Zanni: voce
- Francesco Quatela: voce
- Rosita Ranaldo: voce
- Rino Mazzilli: piano elettrico, synth
- Aldo De Palma: chitarra acustica, elettrica, classica, chitarra Paradis
- Pierluigi Balducci: basso elettrico
- Cesare Pastanella: batteria, percussioni

## Discografia

### Album in studio
- 1994 – Taverna Nova (CNI)
- 1996 – Matengue (CNI)
- 2012 – Il sorpasso (Digressione Music)

### Singoli
- 2020 – Terra di Sud (Angapp Music)
- 2023 – Tredici lune (Angapp Music)
- 2024 – La voce dell'acqua (Angapp Music)

### Compilation
- 1995 – Canti Sudati
- 1996 – Olis Tribù
- 1997 – Olis Music Nuove Indye vol. 1
- 1997 – Compagnia Nuove Indye
- 2008 – InCanti di Pace